# Chicago Justice
Chicago Med
Chicago Justice est une série télévisée américaine en treize épisodes de 42 minutes créée par Dick Wolf, Michael Brandt, Derek Haas (en), et Matt Olmstead, diffusée entre le 1er mars et le 14 mai 2017 sur le réseau NBC et en simultané sur le réseau Global au Canada. C'est une série dérivée de Chicago Fire, Chicago P.D et Chicago Med. Il s'agit de la quatrième série de la franchise Chicago de Dick Wolf.
En France, la série a été diffusée du 17 novembre 2017 au 22 décembre 2017 sur 13e rue, en Belgique, elle a été diffusée du 24 novembre 2017 au 29 décembre 2017 sur RTL TVI et au Québec dès le 17 janvier 2018 sur V.

## Synopsis
Dans cette série, le procureur et ses inspecteurs, enquêtent sur des crimes commis au sein de la ville de Chicago. En récoltant les preuves nécessaires, ils font traduire en justice les coupables.

## Distribution

### Acteurs principaux
- Philip Winchester (VF : Jean-Pascal Quilichini) : Substitut du Procureur Peter Stone
- Joelle Carter (VF : Juliette Poissonnier) : Inspecteur Laura Nagel
- Carl Weathers (VF : Achille Orsoni) : Procureur Mark Jefferies
- Monica Barbaro (VF : Alexandra Garijo) : Assistant du Procureur Anna Valdez
- Jon Seda (VF : David Mandineau) : Inspecteur Antonio Dawson

### Acteurs récurrents et invités
- Lindsey Pearlman (VF : Daria Levannier) : Joy Fletcher (5 épisodes)
- Matthew C. Yee : Ronnie Chen (5 épisodes)
- Jason Beghe (VF : Thierry Hancisse) : Sergent Henry "Hank" Voight (3 épisodes)
- David Eigenberg : Lt Christopher Herrmann (3 épisodes)
- Tyrone Phillips : Tyrone Jones (3 épisodes)
- Andre Bellos (en) : Billy Coburn, S.A.I Personnel (7 épisodes)
- Elias Koteas (VF : Christian Gonon) : Inspecteur Alvin Olinsky (1 épisode)
- Taylor Kinney : Lt Kelly Severide (1 épisode)
- Marina Squerciati : Officier Kim Burgess (1 épisode)
- LaRoyce Hawkins : Lieutenant Kevin Atwater (1 épisode)
- Amy Morton (VF : Françoise Vallon) : Sergent Trudy Platt (1 épisode)
- Sofia Milos : Mary Willis (1 épisode)
- Richard Brooks : Paul Robinette (1 épisode)

Version française
- Société de doublage : BTI
- Direction artistique : Véronique Borgias
- Adaptation des dialogues : Catherine Bialais, Igor Conroux, Aurélia Mathis et Sophie Vandewalle

 Source et légende : version française (VF) sur RS Doublage

## Production

### Développement
Le 13 janvier 2016, NBC et Dick Wolf annoncent travailler sur un nouveau spin-off de la franchise Chicago, sur le thème de la justice sous le titre Chicago Law, puis le 13 janvier 2016, lors du Television Critics Association, le projet est officiellement confirmé et sera introduit lors d'un épisode de Chicago P.D.. Le 11 mars 2016, le projet adopte son titre actuel.
Le tournage de l'épisode introductif a débuté le 28 mars 2016, et la diffusion a été annoncée pour le 11 mai 2016, lors du 21e épisode de la troisième saison de Chicago P.D..
Le 12 mai 2016, le réseau NBC annonce officiellement la commande du projet de série sous son titre actuel avec une commande initiale de treize épisodes, pour une diffusion lors de la saison 2016 / 2017.
Le 15 mai 2016, lors des Upfronts 2016, NBC annonce la diffusion de la série pour janvier 2017.
Le 8 décembre 2016, le réseau NBC annonce la date de lancement de la série au 5 mars 2017.
Le 18 janvier 2017 est annoncé que la série sera lancée le 1er mars 2017, lors d'une soirée spéciale composée d'un cross-over de Chicago Fire et de Chicago P.D. durant laquelle elle servira de conclusion au cross-over, avant une diffusion régulière dès le 5 mars 2017.
Le 22 mai 2017, la série n'est pas renouvelée .

### Attribution des rôles
L'annonce de la distribution a débuté le 19 février 2016, avec l'arrivée de Philip Winchester, suivie le 11 mars 2016 par Nazneen Contractor  qui jouera Dawn Harper. Trois jours plus tard, Joelle Carter rejoint la série. Le 19 mars 2016, Carl Weathers est aussi annoncé au sein de la distribution.
Le 21 mars 2016, Lorraine Toussaint reprend son rôle de Shambala Green qu'elle a déjà joué lors de plusieurs épisodes de L&O:SVU, puis trois jours plus tard, Ryan-James Hatanaka décroche un rôle. Ces derniers n'apparaîtront que dans le backdoor pilot dans Chicago P.D.
Le 7 juillet 2016, il est annoncé que Nazneen Contractor, qui a campé le rôle de Dawn Harper dans le backdoor, quitte la série afin de rejoindre la série Ransom.
Le 25 août 2016, Monica Barbaro rejoint la distribution principale dans le rôle de l'assistante d'un procureur.
Le 28 septembre 2016, il est annoncé que Jon Seda, qui incarne le détective Antonio Dawson dans Chicago P.D., rejoint la distribution principale de Chicago Justice dans laquelle il devient enquêteur pour le bureau du procureur.

## Épisodes
| Saison | Saison | Épisodes | Diffusion originale | Diffusion originale | Diffusion originale |
| Saison | Saison | Épisodes | Début de saison     | Fin de saison       | Chaîne d'origine    |
| ------ | ------ | -------- | ------------------- | ------------------- | ------------------- |
|        | 1      | 13       | 1er mars 2017       | 14 mai 2017         | NBC                 |

- BackDoor Pilot de la série = Chicago P.D. S03E21 - Au-dessus des lois (Justice)

1. Incendie criminel (Fake)
Fin du CrossOver avec Chicago Fire S05E15 - Piège mortel (Deathtrap) & Chicago P.D. S04E16 - Un deuil impossible (Emotional Proximity)
2. Principe de précaution (Uncertainty Principle)
3. Qui a vu quelque chose ? (See Something)
4. Tu ne jugeras point (Judge Not)
5. Code d'honneur (Friendly Fire)
6. Un homme mort (Dead Meat)
7. De père en fille (Double Helix)
8. Une loi pour Lily (Lily's Law)
9. Jeu fatal (Comma)
10. La Loi du silence (Drill)
11. Homicide collatéral (AQD)
12. Double dérapage (Fool Me Twice)
13. Le Sommet du monde (Tycoon)